# Carl Th. Dreyer
Carl Theodor Dreyer, oftest kaldt Carl Th. Dreyer (født 3. februar 1889 i København, død 20. marts 1968 på Frederiksberg), var en dansk filminstruktør og manuskriptforfatter.
Dreyer anses af mange for at være dansk films første store instruktør. Hans film er kendt for deres stramme billedkomposition og deres langsomme, statelige tempo. Hyppige temaer er ideologiernes intolerance og ondskabens magt. Han huskes for film som Jeanne d'Arcs lidelse og død (1928), Vredens dag (1943), Ordet (1955) og Gertrud (1964).

## Barne- og ungdomsår
Carl Th. Dreyer blev født uden for ægteskab af den svenske husbestyrerinde Josefina Nilsson (1855-1891). Faderen var den danske godsejer Jens Christian Torp (1850-1928). Torp ville ikke vedkende sig barnet, og moderen ville undgå en skandale ved at folk fik at vide, at hun var gravid. Hun rejste derfor fra sin hjemegn i Skåne og fødte i dølgsmål i København i 1889. Barnet blev sat i familiepleje.
Da Dreyer var to år gammel, blev han adopteret af typograf Carl Theodor Dreyer og hans kone Marie Dreyer. Her fik den unge Dreyer gode materielle forhold, men kun lidt kærlighed. I et selvbiografisk notat fra 1939 beskriver han, hvordan han oplevede adoptivfamilien: at den "bestandig lod mig vide, at jeg strengt taget ikke havde krav på noget som helst, eftersom min mor havde snydt sig fra betalingen ved at lægge sig til at dø."  Der var et anspændt forhold mellem Dreyer og adoptivfamilien, især moderen. Det anspændte forhold til adoptivmoderen medførte en tilsvarende idealisering af den biologiske mor, Josefina Nilsson, som han dog ikke kendte.
Dreyer fremstillede ofte lidende mennesker i sine film. I et interview fra 1965 sagde han: "Det er meget muligt, at mit savn af en mors kærlighed kan have påvirket mit sind, så jeg let forstår og føler medlidenhed med mennesker, der lider uskyldigt." 
De problematiske forhold, han voksede op under, fik varige virkninger i hans voksne liv. Han var aldrig i stand til virkelig at knytte sig til et andet menneske. Han havde ingen venner. I kraft af sin begavelse og sine særlige evner lykkedes det ham imidlertid at sublimere sine personlige problemer og gøre dem til filmkunst. Ved hjælp af sin kunstneriske skaben fik han bearbejdet sine problemer.
Adoptivforældrene gjorde dog det gode for ham, at de flyttede ham til den prestigefyldte og anerkendte private Frederiksberg Realskole. Her fik Dreyer den afsluttende realeksamen i 1904. Han ønskede herefter at flytte hjemmefra så hurtigt som muligt. Dette skete i 1906, da han var 17 år gammel. Han satte efter eget udsagn aldrig mere sine ben i hjemmet.
Efter at have haft forskelligt tilfældigt arbejde begyndte han i 1908 at arbejde som journalist. I denne periode mødte han sin kommende hustru, Ebba Larsen, som han giftede sig med i 1911.
I 1908 foretog han en rejse til Sverige for at finde spor efter sin mor, Josefina Nilsson, og samle oplysninger om hende. Han havde fået at vide, at hun var svensk, men han vidste ikke meget mere om hende. Under rejsen fandt han ud af, hvilke omstændigheder der havde hersket omkring hans fødsel. Nu vidste han med sikkerhed, at han ikke alene var et hittebarn, men et barn der var født uden for ægteskab, et barn man havde givet fra sig.
Tilmed fik han kendskab til, hvad der var sket med hans mor efter fødslen i 1889. Et år senere, i 1890, blev hun gravid igen, denne gang med en anden mand. Men manden ville ikke gifte sig med hende. I sin fortvivlelse forsøgte hun på egen hånd at foretage en abort ved at sluge fosfor. Det lykkedes ikke. Til gengæld blev hun meget dårlig, og hun døde en uge senere under mange pinsler.
Dreyer blev dybt rystet, da han fandt ud af det, og han kom sig aldrig over det. Ifølge flere filmforskere (blandt andre Martin Drouzy) kan man spore denne hændelse i det tema om den lidende, underkuede kvinde, der dukker op i flere af hans film (f.eks. i Jeanne d'Arcs lidelse og død og i Vredens dag).

## Årene som instruktør
Dreyer debuterede som manuskriptforfatter i 1912 med stumfilmen Bryggerens Datter. I 1913 underskrev han en kontrakt med Nordisk Film samtidig med, at han arbejdede som journalist. På Nordisk Film lavede han filmmanuskripter og var redaktør for andres manuskripter.
Han begyndte som filminstruktør i 1918. I årene fra 1919 til 1926 lavede han otte stumfilm: Præsidenten (1919), Præsteenken (1921), Blade af Satans bog (1921), Elsker hverandre (1922), Det var engang (1922), Mikaël (1924), Du skal ære din hustru (1925) og Glomdalsbruden (1926). Dreyer tillagde ikke sine tidlige værker nogen særlig værdi, bortset fra Mikaël, et kærlighedsdrama fra 1900-tallets berlinske kunstmiljø.

### Jeanne d'Arcs lidelse og død
I 1926 blev Dreyer hyret af det franske filmselskab Société Générale de Films. Anledningen var, at Du skal ære din hustru var blevet en kunstnerisk og økonomisk succes i Frankrig. Forfatteren Joseph Delteil havde skrevet et manuskript til en film om Jeanne d'Arc, og Dreyer brugte dette manuskript som grundlag for sit eget manuskript.
Dreyer ville ikke bare lave en historisk film om Frankrigs nationalhelgen, der led martyrdøden i Rouen i 1431. Han ville med sine egne ord berette om "en ung troende kvinde ene kæmpende mod en skare forblindede teologer og skolede jurister." Filmen skulle handle om mennesket Jeanne, der ikke ville opgive sin overbevisning og tro, men måtte dø, om så det gælder.
Handlingen forløber over én dag med forhør, spørgsmål, svar, trusler, tilståelse, tilbagekaldelse, dom og død. Under anvendelse af hidtil ukendte virkemidler, blandt andet nærbilleder af ansigter og grimasser, formåede Dreyer at formidle følelser og stemninger hos offer og bødler på en realistisk og intens måde. Resultatet blev en enestående og bevægende film.
Filmen blev en begrænset publikumssucces. Folk forstod ikke dens kompromisløse formsprog og hudløse intensitet. Den fik dog stor ros af mange anmeldere. Siden er den blevet betragtet som en af filmhistoriens mesterværker. Det er blevet rost og refereret til af mange filminstruktører. I 1958 blev filmen stemt ind som nummer fire på den prestigefyldte Bruxelles 12-liste på verdensudstillingen.
Dreyers næste film Vampyr (1932) blev en fiasko, hos både anmeldere og publikum. Her forsøgte han sig, uden held, inden for gysergenren. Resultatet blev en film, der på en forvirrende måde stod mellem det fantastiske og det realistiske. Anmelderne kaldte filmen underlig og eksperimenterende. Det brede publikum forstod den simpelthen ikke.
Dreyer havde nu lavet to dyre film, der ikke var blevet en succes hos publikum. Det faldt naturligvis ikke i god jord hos filmproducenterne. Det faldt heller ikke i god jord, at Dreyer var uforsonlig og kompromisløs som instruktør. Han ville ikke lade sig diktere til at ændre sine film af økonomiske grunde. Han kunne kun arbejde, hvis han havde helt frie hænder. Hans langsomme omhyggelighed i forsøget på at opnå perfektion harmonerede dårligt med filmproducenternes ønske om at begrænse udgifterne ved filmene. Konsekvensen blev, at man ikke turde betro ham nye opgaver.
De ti år, der fulgte efter Vampyr, blev meget vanskelige for Dreyer. Han undlod at arbejde i England, nægtede at filme i Hitlers Tyskland, og et filmprojekt i Somalia blev afbrudt. Han genoptog sit arbejde som journalist i årene 1936-1941. I en periode var han filmanmelder ved Berlingske Tidende. Men allerede efter fire måneder blev han fyret, fordi han var alt for kritisk over for de film, han anmeldte. Det eneste arbejde, han herefter kunne få, var redaktionen af en daglig spalte i B.T. om retssager.

### Vredens dag
I 1942 kom Dreyer ind i filmverdenen igen. Mogens Skot-Hansen, der var leder af Ministeriernes filmudvalg, ville gerne give ham en ny chance for at lave en spillefilm. Dreyer havde på det tidspunkt et dårligt ry blandt filmproducenterne: Han brugte for lang tid til sine optagelser, han overskred budgetterne, og han gjorde kun, hvad han selv ville, uden at rådføre sig med producenterne. Skot-Hansen foreslog, at Dreyer først skulle lave kortfilm for at overbevise producenterne om, at han kunne overholde tiden og budgettet.
Dreyer indvilgede og lavede kortfilmen Mødrehjælpen (1942). Han overholdt tidsfristen for optagelserne og holdt sig inden for budgettets ramme. Dermed havde han over for filmproducenterne bestået sin "adgangseksamen" til at lave en spillefilm. Den første spillefilm, han herefter lavede, var en filmatisering af den norske forfatter Hans Wiers-Jenssens teaterstykke Anne Pedersdotter. Stykket foregår i Bergen i slutningen af 1500-tallet og handler om to kvinder, en mor og en datter, som bliver brændt på bålet som hekse. Dreyers film kom til at hedde Vredens dag.
Filmen afveg dog en del fra det litterære forlæg. Hvor Wiers-Jenssen fokuserer på skildringen af Anne Pedersdotter, fokuserer Dreyer i højere grad på den kirkelige institutions fanatisme, tvang og undertrykkelse. Her genkendes et motiv fra Jeanne d´Arcs lidelse og død: En ung kvinde konfronteres med intolerance og fanatisme hos den kirkelige institution.
Vredens dag er kendetegnet ved en meget bevidst udnyttelse af filmiske virkemidler, såsom kamerabevægelser og kontrast mellem sort og hvidt. De mange langsomme kamerabevægelser understreger filmens dystre tone. Dreyer ville fortælle historien ved hjælp af virkemidlerne snarere end ved hjælp af replikkerne, og det var med til at give filmen et langsomt tempo.
Det var netop det langsomme tempo, som filmen blev kritiseret for af anmelderne. Ved premieren var anmelderne stort set enige om at vende tommelfingeren nedad. Den blev kaldt "dræbende kedsommelig", "uhyre trættende" og "højstemt og patetisk". Der var ingen rigtig forståelse for det originale ved filmsproget. Endnu engang havde Dreyer vist sig at være forud for sin tid. En senere tid har fuldt ud anerkendt kvaliteterne ved filmen, som i dag regnes for at være en af hans mesterværker.
Hos det brede publikum var meningerne mere delte, men filmen måtte alligevel hurtigt tages af plakaten. Filmproducenterne måtte endnu engang notere en økonomisk fiasko for en film fra Dreyers hånd.
I december 1943 rejste han til Sverige, hvor han lavede filmen To mennesker. Handlingen foregår i løbet af et par timer i ægteparret Arne og Marianne Lundells lejlighed, og den består væsentligt i en monolog mellem de to. Filmen blev både kunstnerisk og økonomisk en fiasko, blandt andet fordi producenten Svensk Filmindustri blandede sig i filmens udformning på en uheldig måde. Filmen blev taget af plakaten efter kun fem dage. Dreyer selv erkendte, at den var mislykket.
I de næste ti år gav filmproducenterne afslag på alle hans ideer til spillefilm. De turde ikke satse på hans økonomisk risikable film. Derimod fik han lejlighed til at lave en række kortfilm for ministeriernes Filmudvalg, der stod for produktionen af film om ministeriernes forskellige aktiviteter. Der var tale om undervisningsfilm og oplysningsfilm.
Blandt disse kortfilm er De nåede færgen (1948) efter Johannes V. Jensens myte "Naaede de Færgen?" den mest vellykkede. Filmen var bestilt af Rådet for Større Færdselssikkerhed. Den skulle advare motorcyklister mod faren ved at køre for hurtigt. Historien om motorcyklisten og hans veninde, der skal skynde sig for at nå færgen i Nyborg, er et lille mesterværk af filmisk fortællekunst med realistiske dekorationer og hurtige, nervøse billedskift. Samtidig får den realistiske beretning et uvirkeligt skær gennem brug af metaforiske elementer. Det realistiske blandes med det fantastiske, især i slutningen af filmen.

### Ordet
I 1954 havde Dreyer endelig heldet med sig igen. Filmselskabet Palladium var presset af myndighederne til at lave kvalitetsfilm, ikke kun folkekomedier og lystspil. Man valgte derfor at satse på Dreyers manuskript til filmen Ordet, som er bygget på Kaj Munks skuespil af samme navn fra 1932. Filmen havde premiere i 1955, og i modsætning til hans tidligere film blev den en succes hos både anmelderne og publikum. Den gjorde et gribende indtryk. Publikum forlod biografen tavse som efter en gudstjeneste. Filmen er af mange anmeldere regnet for at være Dreyers bedste film. Den indbragte ham Bodilprisen for bedste danske film i 1955 (sammen med Der kom en dag af Sven Methling), Guldløven ved filmfestivalen i Venedig i 1955, en Golden Globe Award i USA for bedste udenlandske film, samt National Board of Reviews pris for bedste udenlandske film.
Filmens handling foregår i et landligt miljø i Vestjylland, hvor de to kirkelige retninger grundtvigianismen og Indre Mission er i strid med hinanden. Grundtvigianismen er repræsenteret ved gårdmanden Morten Borgen, mens Indre Mission er repræsenteret ved Peter Skrædder. Sideløbende med denne strid sker der det, at Morten Borgens svigerdatter Inger dør i barselsseng. Filmen slutter med underet: Inger bliver vakt til live igen.
Temaerne i filmen er: tro, underets mulighed og ideologi over for liv. Morten Borgen og Peter Skrædder repræsenterer ideologierne, mens Inger repræsenterer "livet". Inger lægger hverken vægt på Mortens grundtvigianisme eller på Peters Indre Mission. Hun deltager ikke i de ideologiske diskussioner og synes bare, at de gør livet unødvendigt besværligt. Hun lægger heller ikke vægt på, at hendes mand Mikkel ikke tror på Gud, for han har jo "hjerte og godhed". Hun går mere op i at gøre godt i dagligdagens situationer uden at skele til, hvad ideologierne siger. I filmen ses ideologierne som noget, der låser mennesker fast i bestemte tankemønstre, så de bliver blinde for nogle positive livsmuligheder.
I slutscenen, efter den mirakuløse opvækkelse af Inger, siger Mikkel: "Jeg har fundet din tro". Det udsagn kan forstås på to måder. Det kan forstås sådan, at Mikkel nu har omvendt sig til den kristne tro eller den kristne ideologi. Det kan også forstås sådan, at Mikkel nu har fundet Ingers tro på livet, dagligdagens liv, godhedens liv. Den sidste forståelse er nok den rigtige, da den passer med Dreyers humanisme - hans tro på at mennesket, ikke Gud, bør være i centrum og være målestok for alting.
Ordet er – nok i højere grad end de øvrige film – præget af Dreyers mesterlige anvendelse af de filmiske virkemidler, for eksempel lange indstillinger. Et iøjnefaldende træk ved filmen er dekorationen, som er præget af enkelhed. Det er tydeligt, at Dreyer vil bruge den enkle dekoration til at få tilskueren til at samle sin opmærksomhed om replikkerne og den psykiske atmosfære. Den dekoration, der findes i filmen, skal netop understøtte ideindholdet i den pågældende scene. Dreyer udtrykker sagen på denne måde: "Forenklingen bør … have til formål at gøre billedets ide tydeligere og klarere. Forenklingen må da bestå i at rense motivet for alt, der ikke understøtter ideen."
Et eksempel herpå er scenen med Anders og Morten ved kisten, kort før underet sker. Den enkle og rolige dekoration skal understrege situationens højtidelighed. Samtidig forstærker den virkningen af symbolerne (lyset fra vinduerne, de syvarmede lysestager, kransen). Alt er lagt til rette for at vise ud over den umiddelbare fysiske virkelighed og hen på noget psykisk og åndeligt. Der er ikke noget i dekorationen, der kan distrahere. Det næsten demonstrativt stærke lys fra vinduerne fortæller om en anden verden, hvor undere er mulige. Tilskuerne får en anelse om den kommende dødeopvækkelse. Dreyer har lagt alting til rette, så de spindes ind i en stemning af religiøs mystik og ubevidst suggereres til at tro på, at underet er muligt, at det er muligt at kalde Inger tilbage til livet. Med Dreyers egne ord: "Tilskuerne skal bringes til at glemme, at de ser en film, og suggereres eller om man vil hypnotiseres til at tro, at de overværer en guddommelig handling, så de går tavse og grebne bort."

### Gertrud
På trods af Ordets succes hos publikum havde Palladium svært ved at få de penge, der var investeret i filmen, ind igen. Dreyers perfektionisme havde endnu engang fordyret et filmprojekt. Palladiums direktør Tage Nielsen tøvede derfor med at sætte penge i en ny film af Dreyer. Men efter nogle år lod han sig alligevel overtale. Resultatet blev filmen Gertrud (1964). Den byggede på en roman fra 1906 af den svenske forfatter Hjalmar Söderberg.
Filmen handler om en kvinde, Gertrud, der er fanget mellem tre mænd: en streng politiker, som hun har giftet sig med, men aldrig elsket; en digter, som hun engang var elskerinde til, og som hun ikke længere elsker; en ung musiker, som hun er forelsket i, og som bliver hendes elsker. Men alle mændene kan ikke leve op til hendes krav om sand, givende kærlighed. De er ambitiøse og bedrevidende, og de foretrækker karriere og fornøjelser frem for kærlighed. For dem er kærlighed begær, lystfølelse eller flugt.
Men Gertrud kan ikke nøjes med en sådan kærlighed. Hun frigør sig fra mændene og vælger ensomheden som et mindre onde. Hun siger, at kærlighed er det eneste, der betyder noget i livet. Hun bliver alene, fordi hun ikke kan finde den kærlighed, hun søger, hos mændene, og fordi hun ikke vil gå på kompromis.
I sine tidligere film havde Dreyer portrætteret kvinder, der var ofre for mandens tyranni - kvinder der led, fordi de var mændene underlegen. Med Gertrud er det anderledes. Hun er mændene overlegen. Hun har intelligens, karakter, viljestyrke og principper. Med Gertrud portrætterer Dreyer for første gang en kvinde, der kan frigøre sig fra mændene og deres lunkne kærlighed. Hun frigør sig ved at vælge ensomheden frem for mændene.
Med hensyn til filmens form gik Dreyer længere end i sine forrige film. Han koncentrerede sig ikke så meget om det, han ville sige, som om måden, han ville sige det på. De lange indstillinger får tilskueren til at dvæle ved situationerne. De mange værelser skaber en oplevelse af at bevæge sig i en labyrint, så tilskueren får en oplevelse af orienteringsløshed.
Det store publikum og mange anmeldere havde svært ved at værdsætte en film, der lagde så stor vægt på formen. Filmen blev betragtet som statisk og uden dynamik. Den negative modtagelse bevirkede, at den hurtigt blev taget af plakaten.
Der var dog nogle få anmeldere, der tog Gertrud i forsvar. Og da filmtidsskrifterne skrev om filmen, fik den en bedre bedømmelse. Allerede et år senere fik den Bodilprisen som den bedste danske film i 1964. Efterhånden fik den status som en af Dreyers store film.

### Et ufuldført projekt: Jesusfilmen
Dreyer havde mange filmplaner og udarbejdede mange manuskripter, men de fleste af dem blev aldrig realiseret på grund af producenternes modvilje. Han planlagde blandt andet film om Maria Stuart og om Medea. Men det ufuldførte projekt, som betød mest for ham, og som han betragtede som kronen på sit livsværk, var filmen om Jesus. Han havde allerede fået ideen til filmen omkring 1930. De første skriftlige vidnesbyrd om projektet stammer fra 1935. I begyndelsen af 1950'erne havde han lavet et fuldt udarbejdet manuskript og havde forberedt alle detaljer til filmen.
Filmen var planlagt som et kæmpeprojekt, der ville koste meget mere end en almindelig Dreyerfilm. Den var planlagt med dyre dekorationer, f.eks. templet i Jerusalem. Det var forståeligt, at ingen producent turde sætte penge i filmen. En amerikansk forretningsmand, Blevins Davis, som Dreyer mødte i 1949, lovede at hjælpe ham. Men løftet stod ikke til troende. I 16 år – fra 1949 til 1965 – holdt Davis ham hen med det ene tomme løfte efter det andet. Det lykkedes ikke at finde en producent, der ville satse på filmen.
Dreyer ville med sin Jesusfilm skabe en ny selvstændig figur, der skulle fortrænge de traditionelle søndagsskolebilleder af Jesus. Under læsning af evangelierne havde han fundet frem til, at Jesus altid tog parti for de fattige og de undertrykte - især for kvinderne. Jesus var en humanist, der prædikede næstekærlighed, sagde Dreyer. Han var ikke Guds søn, men et ægte og usædvanligt menneske. I manuskriptet til filmen lader Dreyer fortælleren afslutte med at sige: "Jesus døde, men i døden fuldførte han det, han havde begyndt i livet. Hans legeme blev slået ihjel, men hans ånd levede. Hans udødelige ord bragte menneskeheden over hele jorden det gode budskab om kærlighed, som de gamle jødiske profeter havde forudsagt." 
Dreyer kæmpede for Jesusfilmen til det sidste, men forgæves. Han døde af lungebetændelse i en lille lejlighed på Frederiksberg den 20. marts 1968. Han ligger begravet på Frederiksberg Ældre Kirkegård.

## Arven efter Dreyer
Dreyers indflydelse på eftertidens store instruktører kan næppe overvurderes. Både Ingmar Bergman og Lars von Trier har skelet til hans filmkunst. Temaet om den lidende kvinde i et patriarkalsk religiøst miljø, en stram billedkomposition og et langsomt tempo blev Dreyers kendemærke. Hans kompromisløse nærbilledteknik i Jeanne d'Arcs lidelse og død har inspireret talrige instruktører.
Du skal ære din hustru og Vredens dag blev i 2006 optaget i Kulturkanonen.

## Film af Dreyer
- Præsidenten (1919)
- Præsteenken (svensk) (1920)
- Blade af Satans bog (1921)
- Elsker hverandre (tysk)(1922)
- Der var engang (1922)
- Mikaël (1924)
- Du skal ære din hustru (1925)
- Glomdalsbruden (1926)
- Jeanne d'Arcs lidelse og død (La passion de Jeanne d'Arc) (1928)
- Vampyr (Vampyr – Der Traum des Allan Grey) (1932)
- Vredens dag (1943)
- To Mennesker (svensk) (1945)
- De nåede færgen (kortfilm fra 1948)
- Ordet (1955)
- Gertrud (1964)

Om Dreyer
Carl Th. Dreyer - Min metier (portrætfilm fra 1995)